# Zalka János
Gombai és marcsa-magyari Zalka János (Veszkény, 1820. december 16. – Győr, 1901. január 16.) teológiai doktor, győri püspök.

## Pályafutása
Zalka József és Pénzes Rozália nemes iparos szülők fia. A gimnázium négy osztályát Győrött, az V. és VI. osztályt pedig Sopronban végezte. 1838-ban Esztergomban a növendékpapok közé fölvétetvén, Pozsonyba a Szent Imréről nevezett papnevelőbe (Emericanum) küldetett. 1839-ben Nagyszombatba ment a filozófia tanulására, majd 1842-ben a bécsi Pázmáneumba, ahol a teológiát végezte 1845-ig. 1846. január 15-én szentelték pappá.
Ugyanazon év február 4-én Kőhídgyarmaton, február 22-én Dorogon lett káplán. Innét november 5-én a bécsi Augustineumba vétetett fel, ahol teológiai doktori rangot nyert. 1848. augusztus 21-én visszatért és a pest-belvárosi plébánián alkalmaztatott mint segédlelkész. 1849. október végével az Esztergomi Szeminárium egyháztörténelem és egyházjog tanárává és tanulmányi felügyelővé (prefektussá) neveztetett ki. 1853. május 28-án a Pesti Királyi Tudományegyetemen az egyháztörténelem tanárává, 1859. december 23-án esztergomi kanonokká és szemináriumi rektorrá nevezték ki. 1864. december 22-én a pápa udvari káplánja lett. B. Sz. Mária széplaki apátjává neveztetett ki.

### Püspöki pályafutása
1867. február 14-én győri megyés püspökké nevezték ki; március 27-én nyert pápai megerősítést. Ugyanezen évben a pápa trónálló főpapjává nevezte ki Róma városa pedig a római gróf címével tisztelte meg.
Egyházmegyéjében kánoni vizitációt végzett; bővítette a szemináriumot; templomokat, iskolákatépíttetett, apácazárdákat alapított. Püspöksége alatt 777 287 forintot áldozott jótékony célokra.
1876. július 3-án valóságos belső titkos tanácsos lett. 1892. május 5-én ünnepelte püspöki széke elfoglalásának 25. évfordulóját.
Arcképe: kőnyomat: rajzolta Marastoni József 867. (a Hajnal-Albumban.)

## Művei
Cikkeket írt a Religio és Nevelésbe (1845., 1848–1849.), a Társalkodóba (1846), Religióba (1850, 1853–1854.), a Családi Lapokba (1855) és a Magyar Sionba (1863–65); az Egyetemes Magyar Encyclopediának is munkatársa volt.
- Örömvers, mellyet főmélt. herczeg Kopácsy József esztergomi érseknek; Magyarország prímásának... midőn Pünkösdhava 28. 1839. érseki székébe ünnepélyes szertartással iktattatnék, mély tisztelettel bemutattak a szent Imre herczegről nevezett intézet növendék-papjai. Pozsony
- Alkalmi vers Altieri Lajos bécsi követ távoztakor...
- Synopsis praelectionum ex historia ecclesiastica in usum academicum concinnata. Pest, 1854 (kőnyomat)[2]
- Emlékkönyv az esztergomi főtemplom 1856. aug. 31. végbement felszentelésére. Pestini, 1856 (németül: 1857)
- Series Chronologica Archi-Episcoporum Strigoniensium (az 1856. megjelent Memor. Basil. Strig. Cons. cz. mű II. részét képezi)
- Emlékoszlop, melyet mélt. és főt. Galánthai Fekete Mihály úr tiszteletére, midőn ötvenéves papságának hálaáldozatát az esztergomi új basilikában első aranymisét 1857, május 24. istennek bemutatá, emeltek őszinte tisztelői. Pest, 1857
- Mária-czelli utitárs, a nagy Mária-czelli hétszázados ünnepre 1857. szept. 8-ra. Pest, 1857[2]
- Mária-czelli emlékkönyv az 1857. szept. 8. magyar országos búcsújáratról. Pest, 1857. Szövegábrákkal és 3 kőny. képpel.
- Mária-czelli liliomok. Az 1857. szeptember 8. Mária-czelli magyar országos búcsújáratra vonatkozó történeti jegyzetek, főpásztori levelek, előkészületek, utazási rajzok, versezetek s egyházi beszédek gyűjteménye. Pest, 1858
- Magyarország prímásának (Scitovszky) aranyáldozata 1859. nov. 6. Pest, 1859
- Arany-misei koszorú főmag. s főtiszt. Scitovszky János... félszázados papsága 1859. november 6. bemutatott hála-áldozatának emlékéül. Pest, 1859
- Szentek élete. Eger, 1859–76. Öt kötet. (Zsihovics Ferenczczel és Debreczeni Jánossal. 2. kiadás. Pest, 1861–76.)[2]
- Allocutio quam... Jaurinensis ecclesiae episcopus occasione canonicae sue in sedem episcopalem introductionis die V. Maji 1867. ad clerum dioecesanum habuit. Pestini, 1867 (egyben magyarul és németül)
- Főpásztori körlevél, melyben Ő Szentségének a bőjt és húsos eledelektől való megtartóztatás figyelmére nézve kibocsátott enyhébb határozatát híveivel közli. Győr, 1871
- Epist. pastoralis ope cujus praesuscipiendam visitationem generalem per ambitum dioeceseos annunciat, Győr, 1873
- Epist. pastoralis, per quam puncta visitationem dioeceseos generalem respicientia communicantur. Győr, 1873
- Ep. pastoralis, ubi conspectum visitationis canonicae super ecclesia cathedralis ab 1872-74. institutae exhibet, Budapestini, 1874
- Főpásztori körlevél IX. Pius pápa püspökké szenteltetésének félszázados évfordulója altalmából. Győr, 1877
- Főpásztori körlevél a vallástalanságról, mint jelen korunk erkölcsi és anyagi hanyatlásának szülő okáról. Győr. 1879
- Főpásztorí körlevél azon kötelességekről, melyekkel az alattvalók fejedelmök iránt tartoznak. Győr, 1879
- Főpásztori körlevél a tíz parancsolatok negyedik pontjáról. Győr, 1889
- Főpásztori levelek, melyeket a győri egyházmegye híveihez kibocsátott. Összegyűjtötte Gerebenics Sándor. Győr, 1898

Szerkesztette a Katholikus Néplapot 1849–1850-ben Pesten, a Keresztény Naptár 1850–1854. évfolyamait és a Religiót 1856–1858, szintén Pesten. Az ő és Simor János pártolása mellett jelentek meg a Győri Történelmi és Régészeti Füzetek (Szerk. Ráth Károly és Rómer Flóris).